# Епархия Сьюдад-Гусмана
Епархия Сьюдад-Гусмана (лат. Dioecesis Guzmanopolitana) — епархия Римско-Католической церкви с центром в городе Сьюдад-Гусман, Мексика. Епархия Сьюдад-Гусмана входит в митрополию Гвадалахары. Кафедральным собором епархии Сьюдад-Гусмана является церковь святого Иосифа.

## История
25 мартя1972 года Римский папа Павел VI выпустил буллу «Qui omnium», которой учредил епархию Сьюдад-Гусмана, выделив её из архиепархии Гвадалахары.

## Ординарии епархии
- епископ Leonardo Viera Contreras (25.03.1972 — 7.07.1977)
- епископ Sefafín Vásquez Elizalde (2.12.1977 — 11.12.1999)
- епископ Braulio Rafael León Villegas (11.12.1999 — по настоящее время)

## Источник
- Annuario Pontificio, Ватикан, 2007
- Булла Qui omnium  (лат.)